# Eisenpentacarbonyl
Eisenpentacarbonyl ist eine Komplexverbindung und neben dem Dieisennonacarbonyl Fe2(CO)9 und dem Trieisendodecacarbonyl Fe3(CO)12 das einfachste der drei bekannten Carbonyle des Eisens. Es liegt bei Standardbedingungen als strohgelbe Flüssigkeit vor.

## Herstellung
Technisch wird Eisenpentacarbonyl aus feinverteiltem Eisen und Kohlenmonoxid bei 150 bis 200 °C unter einem Druck von 50 bis 300 bar hergestellt. Reines Eisen ohne Oxidschicht reagiert mit CO bereits bei Raumtemperatur und Normaldruck. Die Aufreinigung erfolgt mittels Destillation. Es handelt sich um eine Gleichgewichtsreaktion, deren Lage stark von der Temperatur und dem Druck abhängt. Die Bildung von Eisenpentacarbonyl verläuft mit −226,92 kJ·mol−1 exotherm.
{\displaystyle \mathrm {Fe+5\ CO\ \rightleftharpoons \ [Fe(CO)_{5}]} }
Bei hohen Temperaturen wird die Rückreaktion bzw. Zersetzung relevant, die neben Kohlenmonoxid ein besonders reines Eisenpulver (99,98 bis 99,999 % Eisen), das sogenannte Carbonyleisen, liefert.

## Eigenschaften

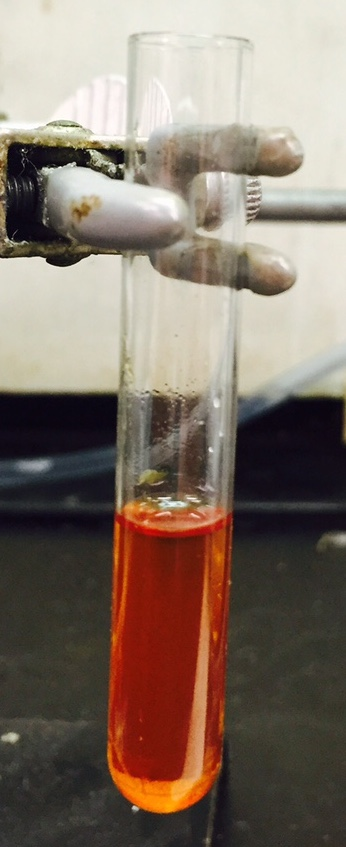
Die orangefarbene Flüssigkeit: [Fe(CO)_{5}].

### Physikalische Eigenschaften
Eisenpentacarbonyl ist eine gelb bis rote Flüssigkeit, die unter Normaldruck bei 105 °C siedet. Die Dampfdruckfunktion ergibt sich nach Antoine entsprechend log10(P) = A−(B/(T+C)) (P in bar, T in K) mit A = 5,18943, B = 1960,896 und C = −0.228 im Temperaturbereich von 267 bis 378 K.
| Eigenschaft                     | Typ        | Wert [Einheit]                                | Bemerkungen                      |
| ------------------------------- | ---------- | --------------------------------------------- | -------------------------------- |
| Standardbildungsenthalpie       | ΔfH0liquid | −766,09 kJ·mol−1[9] −3911 kJ·kg−1             | als Flüssigkeit                  |
| Verbrennungsenthalpie           | ΔcH0liquid | −1606 kJ·mol−1 −8200 kJ·kg−1                  | als Flüssigkeit zu CO2 und Fe2O3 |
| Wärmekapazität                  | cp         | 235 J·mol−1·K−1 (20 °C) 1,2 J·g−1·K−1 (20 °C) | als Flüssigkeit                  |
| Kritische Temperatur            | Tc         | 285–288 °C                                    |                                  |
| Kritischer Druck                | pc         | 2,90 MPa                                      |                                  |
| Viskosität                      | η          | 76 mPa·s (20 °C)                              |                                  |
| Wärmeleitfähigkeit              | λ          | 0,139 W·m−1·K−1                               |                                  |
| Linearer Ausdehnungskoeffizient | α          | 0,00125 K−1                                   |                                  |
| Schmelzenthalpie                | ΔFH        | 13,6 kJ·mol−1 69,4 kJ·kg−1                    | am Schmelzpunkt                  |
| Verdampfungsenthalpie           | ΔVH        | 37,2 kJ·mol−1 190 kJ·kg−1                     | am Normaldrucksiedepunkt         |
| Brechungsindex                  | nD22       | 1,518                                         |                                  |
Untersuchungen mittels Röntgendiffraktometrie bei −100 °C zeigten, dass das Molekül eine trigonal bipyrimidale Struktur besitzt. Die Verbindung ist vollständig mischbar mit Petrolether, n-Hexan, Benzol, n-Pentanol und anderen höheren Alkoholen, Diethylether, Aceton, Essigsäure und Ethylacetat.

### Chemische Eigenschaften
Eisenpentacarbonyl reagiert bei Raumtemperatur nicht mit Luftsauerstoff. Die Verbindung ist gegenüber Wasser und schwachen bzw. verdünnten Säuren stabil. Mit konzentrierten Säuren werden die korrespondierenden Salze unter Freisetzung von Kohlenmonoxid und Wasserstoff gebildet. Aus den Reaktionen mit Halogenen resultieren die entsprechenden Eisenhalogenide. Die Verbindung wirkt gegenüber organischen Verbindungen als Reduktionsmittel. So können Nitroaromaten zu Anilinen oder Ketone zu Alkoholen reduziert werden. Die Hiebersche Basenreaktion führt zu Eisencarbonylsalzen, wie Natriumtetracarbonylferrat, die ebenfalls starke Reduktionsmittel darstellen.
{\displaystyle \mathrm {Fe(CO)_{5}\ +4\,NaOH\ \longrightarrow \ Na_{2}Fe(CO)_{4}+Na_{2}CO_{3}+2\,H_{2}O} }
Die Photolyse der reinen Verbindung oder ihrer Lösungen ergibt das Dieisennonacarbonyl. Diese Reaktion erfolgt auch bei Einwirkung von Licht im sichtbaren Spektralbereich, sodass Dieisennonacarbonyl als Verunreinigung bei Einwirkung von Tageslicht gebildet werden kann.
{\displaystyle \mathrm {2\,Fe(CO)_{5}\ {\xrightarrow {h\nu }}\ Fe_{2}(CO)_{9}+CO} }

### Sicherheitstechnische Kenngrößen
Eisenpentacarbonyl bildet leicht entzündliche Dampf-Luft-Gemische. Die Verbindung hat einen Flammpunkt von −15 °C.  Der Explosionsbereich liegt zwischen 3,7 Vol.‑% als unterer Explosionsgrenze (UEG) und 12,5 Vol.‑% als oberer Explosionsgrenze (OEG). Die Zündtemperatur beträgt 55 °C.

## Verwendung
Eisenpentacarbonyl dient als Ausgangsstoff für die Synthese von metallorganischen Eisenverbindungen, die u. a. vielseitige katalytische Eigenschaften haben.
Früher wurde es als Antiklopfmittel im Benzin verwendet, zum Beispiel in Motalin (Superbenzin auf Basis des synthetischen Leuna-Benzins im Deutschland der 1920er- und 1930er-Jahre). Allerdings wurde diese Verwendung aufgegeben, da sich Eisenoxide im Motor und an den Zündkerzen ablagerten. Mit Eisenpentacarbonyl wären 92 ROZ bei einer Zugabekonzentration von ca. 6,5 g/l erreichbar gewesen.
Eisenpentacarbonyl wird zur Herstellung halbtransparenter Eisenoxidpigmente mit sehr hohen chemischer Reinheit verwendet. Dabei erfolgt eine Verbrennung in einem Überschuss an Luftsauerstoff bei Temperaturen zwischen 580 °C und 800 °C. Es resultieren orange bis rote, amorphes Produkte mit kleinen Korngrößen zwischen 10 und 20 nm.
{\displaystyle \mathrm {4\,Fe(CO)_{5}+13\,O_{2}\rightarrow 2\,Fe_{2}O_{3}+20\,CO_{2}} }
Durch kontrollierte Verbrennung in Gegenwart von Aluminiumpulver in einem Wirbelschichtreaktor bei 450 °C können spezielle Effektpigmente hergestellt werden. Hier erfolgt eine Beschichtung der Aluminiumpartikel mit α–Eisen(III)-oxid, wobei über verschiedene Schichtdicken verschiedene goldene, orange oder rote Farbtöne mit hoher Farbbrillanz erreicht werden können.
Eisenpentacarbonyl diente in der DDR als Roststopper bzw. Rostschutzmittel. Es wurde verwendet, um Rostflecke auf metallischen Oberflächen zu beseitigen bzw. als Grundierungsanstrich auf Stahl. Dies war eine rotbraune, leicht ölige Flüssigkeit mit schwachem Geruch.